# Vendin-le-Vieil
Vendin-le-Vieil (flämisch: Oudwenden) ist eine französische Stadt mit 8596 Einwohnern (Stand: 1. Januar 2022) im Département Pas-de-Calais in der Region Hauts-de-France. Sie gehört zum Arrondissement Lens und ist Teil des Kantons Wingles.

## Geografie
Vendin-le-Vieil liegt unmittelbar nordöstlich von Lens im nordfranzösischen Kohlebecken und wird eingerahmt vom Canal de la Deûle und vom Canal de Lens.
Umgeben wird Vendin-le-Vieil von den Nachbargemeinden Wingles im Norden, Meurchin im Nordosten, Pont-à-Vendin im Osten, Annay im Südosten, Loison-sous-Lens im Süden, Lens im Süden und Südwesten, Loos-en-Gohelle im Westen und Bénifontaine im Nordwesten.
Am Rand der Gemeinde führt die Route nationale 47 entlang.

## Geschichte
Die Ortschaft taucht als Wendinium als Ort innerhalb der Grafschaft Artois im späten 10. Jahrhundert (996) erstmals in den Büchern der Abtei Saint-Pierre de Gand auf.
Ende der 1970er und Anfang der 1980er Jahre ging der Kohlebergbau nieder und die Minen wurden geschlossen.

## Bevölkerungsentwicklung
| 1962 | 1968 | 1975 | 1982 | 1990 | 1999 | 2006 | 2011 |
| ---- | ---- | ---- | ---- | ---- | ---- | ---- | ---- |
| 7121 | 7239 | 6866 | 6934 | 6938 | 6798 | 7007 | 7680 |

## Sehenswürdigkeiten

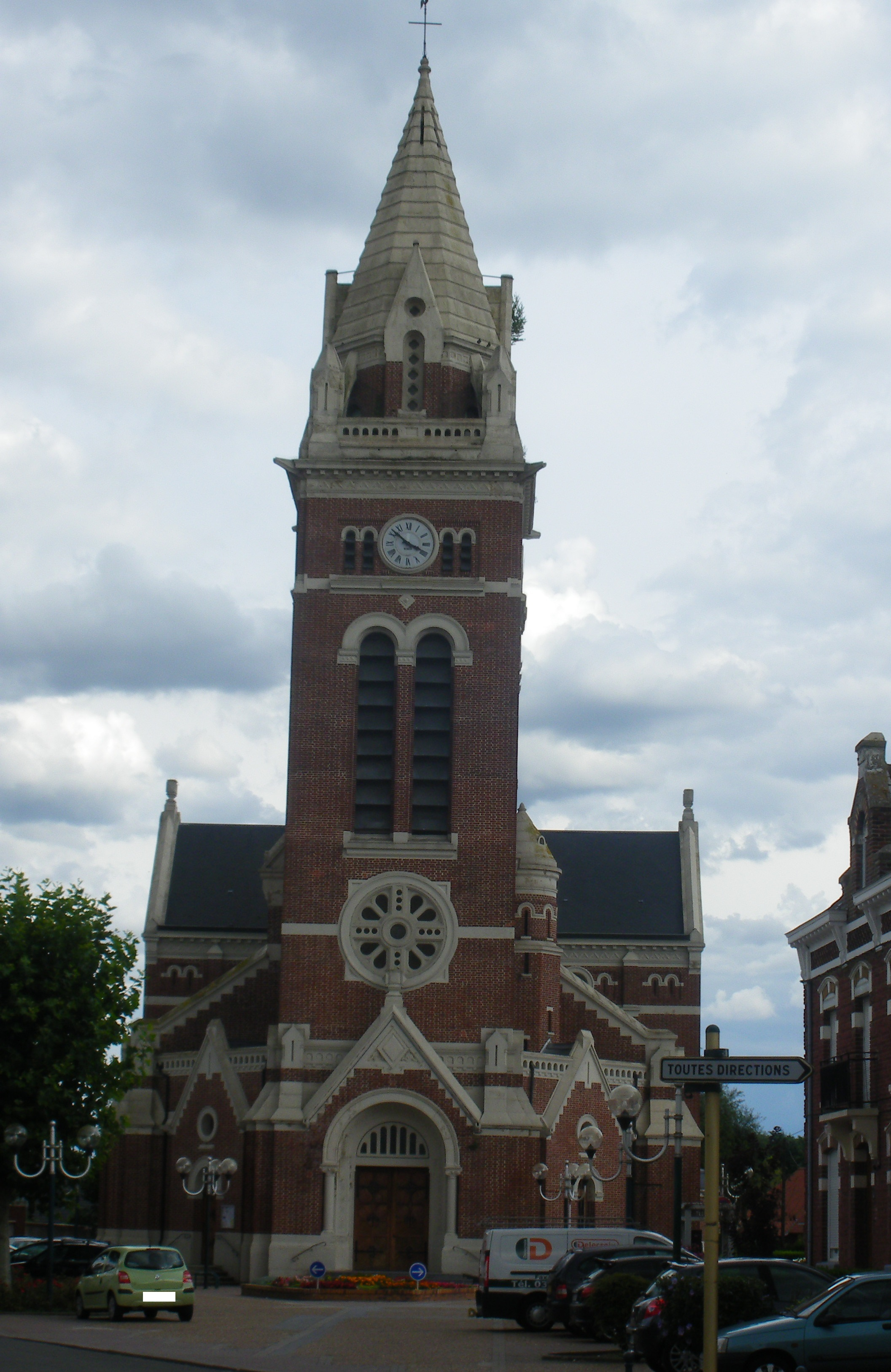
Kirche Saint-Leger

- Kirche Saint-Leger, rekonstruiert nach der Zerstörung durch den Ersten Weltkrieg
- Kirche Saint-Auguste